# Norodom Narindrapong
Norodom Narindrapong (in khmer នរោត្តម នរិន្រ្ទពង្ស; Phnom Penh, 18 settembre 1954 – Parigi, 7 ottobre 2003) è stato un principe cambogiano.

## Biografia

### Gioventù
Il principe Narindrapong nacque a palazzo Khemerin nel 1954, secondogenito di Norodom Sihanouk e di Norodom Monineath.
Frequentò la Preah Norodom School, il Petit Lycée Descartes e studiò filosofia, criminologia e diritto all'Università statale di Mosca. Era in grado di parlare fluentemente in francese e russo.
Dal 1976 fu prigioniero dei khmer rossi assieme ai famigliari, fino a quando non vennero evacuati in Cina nel 1979. Da allora, in base a quanto riferito da Radio Free Asia e dal fratellastro Ranariddh, si trasferì in Francia senza fare più ritorno in Cambogia.

### Matrimonio
Sposò il 23 luglio 1983 Eak Seenuanand (n. maggio 1959), da cui divorziò nel 1987. In seguito si sposò in seconde nozze.

### Posizioni politiche e attività
Secondo lo storico Raoul-Marc Jennar e il suo libro The Keys of Cambodia, fu un simpatizzante dei khmer rossi. Lui stesso affermò di ritenere Pol Pot un patriota, dichiarando che aveva "liberato la nazione dall'imperialismo statunitense".
Politicamente era inoltre favorevole a Sam Rainsy e avverso a Hun Sen, mentre Radio Free Asia sostenne che provava ammirazione per l'ideologia comunista, da lui studiata negli anni '60 in Unione Sovietica.
Fu in conflitto con i suoi genitori per diversi anni e dichiarò di volere l'abolizione della monarchia una volta terminato il regno del padre. Dal 2001 al 2003 fu consigliere del presidente del Partito d'Unità Nazionale Cambogiano, in cui ricoprì la carica di presidente onorario nel suo ultimo anno di vita.

### Morte
È deceduto per un attacco di cuore il 7 ottobre 2003, all'età di 49 anni in una stanza d'albergo di Parigi, di cui fece la sua residenza, in Avenue Boutroux. Il 5 novembre gli venne conferito postumo il titolo di Sdach Krum Khun.

## Discendenza
Norodom Narindrapong ed Eak Seenuanand ebbero due figlie:
- S.A. Principessa Norodom Simonarine (23 settembre 1983), studiò all'École nationale de la magistrature di Bordeaux e nel 2010 divenne consigliera presso la Segreteria Reale in qualità di Sottosegretaria di Stato.
- S.A. Principessa Norodom Moninouk (18 marzo 1987), studiò all'École de Management di Bordeaux e all'Instituto Tecnológico y de Estudios Superiores di Monterrey. Nel 2010 divenne consigliera presso la Segreteria Reale in qualità di Sottosegretaria di Stato.

## Titoli e trattamento
- 18 settembre 1954 - 7 ottobre 2003: Sua Altezza Reale, il principe Norodom Narindrapong di Cambogia
- 5 novembre 2003 - attuale: Sdach Krum Khun

## Ascendenza
|                      |     |                    | Genitori                       |  |  | Nonni |  |  | Bisnonni         |  |  | Trisnonni           |  |
|                      |     |                    |                                |  |  |       |  |  | Norodom Sutharot |  |  | Norodom di Cambogia |  |
|                      |     |                    |                                |  |  |       |  |  | Norodom Sutharot |  |  | Norodom di Cambogia |  |
|                      |     | Bossaba Yem        |                                |  |  |       |  |  | Norodom Sutharot |  |  |                     |  |
| Norodom Suramarit    |     |                    |                                |  |  |       |  |  | Norodom Sutharot |  |  |                     |  |
|                      |     | Norodom Phangangam | Norodom di Cambogia            |  |  |       |  |  |                  |  |  |                     |  |
|                      |     | Norodom Phangangam | Norodom di Cambogia            |  |  |       |  |  |                  |  |  |                     |  |
|                      |     | Norodom Phangangam | Kama Sujati Puspa Nuari        |  |  |       |  |  |                  |  |  |                     |  |
| Norodom Sihanouk     |     | Norodom Phangangam |                                |  |  |       |  |  |                  |  |  |                     |  |
|                      |     | Sisowath Monivong  | Sisowath di Cambogia           |  |  |       |  |  |                  |  |  |                     |  |
|                      |     | Sisowath Monivong  | Sisowath di Cambogia           |  |  |       |  |  |                  |  |  |                     |  |
|                      |     | Sisowath Monivong  | Van                            |  |  |       |  |  |                  |  |  |                     |  |
| Sisowath Kossamak    |     | Sisowath Monivong  |                                |  |  |       |  |  |                  |  |  |                     |  |
|                      |     | Norodom Kanviman   | Norodom Hassakan               |  |  |       |  |  |                  |  |  |                     |  |
|                      |     | Norodom Kanviman   | Norodom Hassakan               |  |  |       |  |  |                  |  |  |                     |  |
|                      |     | Norodom Kanviman   | Sao Sambhat                    |  |  |       |  |  |                  |  |  |                     |  |
| Norodom Narindrapong |     | Norodom Kanviman   |                                |  |  |       |  |  |                  |  |  |                     |  |
|                      | ... | ...                |                                |  |  |       |  |  |                  |  |  |                     |  |
|                      | ... | ...                |                                |  |  |       |  |  |                  |  |  |                     |  |
|                      | ... | ...                |                                |  |  |       |  |  |                  |  |  |                     |  |
| Jean-François Izzi   | ... |                    |                                |  |  |       |  |  |                  |  |  |                     |  |
|                      |     | ...                | ...                            |  |  |       |  |  |                  |  |  |                     |  |
|                      |     | ...                | ...                            |  |  |       |  |  |                  |  |  |                     |  |
|                      |     | ...                | ...                            |  |  |       |  |  |                  |  |  |                     |  |
| Paule Monique Izzi   |     | ...                |                                |  |  |       |  |  |                  |  |  |                     |  |
|                      |     | Peang              | ...                            |  |  |       |  |  |                  |  |  |                     |  |
|                      |     | Peang              | ...                            |  |  |       |  |  |                  |  |  |                     |  |
|                      |     | Peang              | ...                            |  |  |       |  |  |                  |  |  |                     |  |
| Pomme Peang          |     | Peang              |                                |  |  |       |  |  |                  |  |  |                     |  |
|                      |     | Ouk                | Un cavaliere cinese-cambogiano |  |  |       |  |  |                  |  |  |                     |  |
|                      |     | Ouk                | Un cavaliere cinese-cambogiano |  |  |       |  |  |                  |  |  |                     |  |
|                      |     | Ouk                | …                              |  |  |       |  |  |                  |  |  |                     |  |
|                      |     | Ouk                |                                |  |  |       |  |  |                  |  |  |                     |  |